# João Severiano Ribeiro
João Severiano Ribeiro (1817 em Cascavel - Fortaleza, 16 de novembro de 1899) foi um político brasileiro.

## Biografia
Filho de João Firmino Dantas Ribeiro e de Luísa Teixeira, e irmão mais velho do vigário Raimundo Francisco Ribeiro.
João Severiano Ribeiro foi um dos mais ilustres personagens do Ceará no século XIX. Atuou como inspetor de Tesouraria da Fazenda do Ceará e de Alagoas, foi chefe da seção de Tesouraria de Pernambuco e deputado provincial de sua cidade natal. Foi um dos personagens mais atuantes no combate à epidemia de cólera em 1862, tendo sido homenageado pelo então deputado provincial José Bento da Cunha Figueiredo. Foi membro do Partido Conservador e eleito seis vezes deputado da Assembléia Provincial. Foi também cavaleiro da Ordem de Cristo.